# 南漢山城
南漢山城（なんかんさんじょう、ナムハンサンソン、朝鮮語: 남한산성）は、京畿道広州市、河南市、城南市に広がる南漢山にある山城。行政上の住所では広州市南漢山城面山城里である。丙子の役の際、 仁祖が入城して清と対抗した場所である。1950年代に李承晩大統領によって公園化されたのち、現在、道立公園に指定され、多くの市民の訪ねる場所となった。2014年、ユネスコの世界文化遺産に登録された。

## 概要
南漢山城は、ソウルから南東に約25km離れた広州市南漢山城面山城里に位置しており、京畿道広州市、河南市、城南市 にまたがっている。
1963年1月21日南漢山城の城壁が国家史跡第57号に指定され、1971年3月17日南漢山城は京畿道立公園に指定されて（第158号）、5年後の1976年7月1日管理事務所が開所されて現在に至っている。今は周辺市民たちに素晴らしい安らぎの場と同時に健康のための山登り散歩コースとしても人気を集めている。

### 李氏朝鮮時代以前
百済始祖温祚王が南漢山城と関連付けられたのは、朝鮮初期、百済最初の首都“河南慰礼城”が南漢山城と考えたからである。『朝鮮王朝実録』、『新増東国輿地勝覧』、『大東野乗』、『練藜室記述』、『輿地図書』、『大東地誌』など大部分の李氏朝鮮時代の地理関連資料は南漢山城が百済の古城だと主張しているが謎のままである。漢城にちょうど都邑を移した李氏朝鮮の立場で、漢城が国家の首都として相応しい所なのを強調しようとしたのである。しかし『重訂南漢志』の著者である洪敬謨だけが、柳馨遠の『磻渓随録』を引用してこのような主張に異を唱えたが、認められることはなかった。
南漢山城の最初の築城に対する2つ目の説は、新羅時代に築かれた昼長城という主張である。『三国史記』の記録が根拠だが、三国史記に昼長城が漢江以南の「漢山に昼長城を築いたが周囲が 4,360歩ある」という記録がされていて、漢江流域をめぐり高句麗、百済と熾烈な戦争の中だった新羅が、漢江以南に大規模な城を築く必要性も十分だったからである。当時漢山地域の山城の中でこの記録に近接した山城は南漢山城が唯一である。また李氏朝鮮時代の記録にも昼長城の城壁の長さが3,993歩（『世宗実録地理志』）や宣祖代の布帛尺では17,400尺などと記録されている距離を今日の単位に換算して計算すれば、昼長城に関する記録は似ている。仁祖当時の改築時の記録には「昔の敷地に沿って南漢山城をまた築くようにした」という記録が、昼長城が南漢山城という説を裏付けていると解釈されている。
高麗時代の記録は曖昧で、元の高麗侵入当時1231年と1232年の2度、広州城で元軍を退けたという記録があるが（当時広州府使李世華の墓地の碑石）、広州地域に所在する山城は二聖山城と南漢山城だが、6世紀中葉に築城された二聖山城は規模が小さくて篭城専用というより海美邑城のように行政中心地の性格が強いので、上の記録にある広州城が南漢山城として推定されている。先に言及された李世華の墓誌銘には、元軍が侵攻した時、城を修理したとなっており、『高麗史』に恭愍王10年に紅巾の敵が侵攻した際、恭愍王が開京を放棄して避難の途につくと、広州周辺住民たちが皆山城に登ったという記録が高麗時代の記録の全てである。ただ（南漢山城が高麗時代の記録にある広州城という前提で）記録資料や発掘された高麗時代の遺物が少ないという点をあげて、戦争状況で一時的に使う篭城専用城だと推定している。

### 李氏朝鮮時代以降
戦略拠点として南漢山城の重要性は太宗の代に本格化したと見られる。1401年遼東に行って来た李子瑛の報告に基づき、明が朝鮮を侵略するかも知れないという危機感が高まると、太宗は国境と内陸を問わず、郡別に山城を築き、既存の山城を改築し、山城中心の防御体制を構築し始めた。南漢山城もこのような国防政策によって 世宗代に軍事施設として利用し始めた。まだ太宗から世宗代に南漢山城が改築されたという記録はまだ発見されていないが、『世宗実録地理志』で南漢山城に対して比較的詳細に現況を把握した記録があるのだが、この記録は南漢山城を利用するために現況を把握したことと見られ、したがってこれを通じて当時改築や修理はしなかった。豊臣秀吉による文禄・慶長の役の最中1596年、柳成龍が南漢山城を戦略的拠点にすることを主張し、宣祖36年（1603年）にまた提起したりもしたが、実際、南漢山城が整備され始めたのは光海君13年（1621年）に石城として改築工事を始めてからである。この時一部が修築された。しかし光海君は完成を見られず、南漢山城が本格的に今のような形態に増築されたのは、仁祖の代になってからである。仁祖は光海君が終えることができなかったことを受け継いで 1624年から1626年まで2年間工事を推し進め、工事完了後、広州牧を南漢山城に移転し、守禦庁も同じ日に南漢山城に設置された。城の周囲も6,927歩となった。1636年の丙子の役で新興国家の清の侵略に対して、仁祖と朝鮮軍は南漢山城で篭城を始めたが、結局食糧不足で城門を開いて降伏した。朝鮮は南漢山城で清に屈服することになった。

### 朝鮮戦争以降
南漢山城も朝鮮戦争は避けることができず、城壁と城内の建物が破壊されるなど損害を受けた。李承晩大統領が南漢山城を国立公園に指定したが、四月革命後に樹立された第二共和国はこれを取り消し、1971年に道立公園として指定された。1975年から復元事業が始まり、1997年まで城壁5.1kmを修復した。現在城南市と広州市両方向に南漢山城を貫く道路は1974年に開通した。現在は城壁などの遺構が残る一方、ソウル市民や京畿道民のレジャースポットにもなっている。そのため休日には南漢山城の真ん中で登山者が暫く休むために造成された公園で酒宴が開かれている。しかし、2016年にJTBCに複数の簡易机が設置された周辺で違法な露店によってマッコリなどの酒やかまぼこなどのツマミが販売されていて、それを松林の下でマットを敷いて飲み食いしている韓国人や酔って登っている登山客が多数いるが山城管理所の車両は、城に沿って店主が大声を出して開店中の露店を見て見ぬふりをして通りすぎることが問題だと報道された。南漢山城の現実としてハイキングコース周辺を掘ると大量のゴミが埋まっていて、登山口の入り口に製造年月が1974年8月のゴミが棄てられているというように数十年に渡ってゴミが放置されていると報告された。 JTBCによると目に見える文化財は正常に保存されずに第1南漢城整備工事現場では立ち入り禁止の立て札は床に転がっていて、城に沿って各種建築資材も放置され、発掘された塀が雨風によって浸食されることを防ぐために必要な青いシートが破れてしまっている。昔の塀が追加で発見されたために既存の復元工事が中断された後、予算が足りず、追加で予算を受けて発掘と設計をしなければ即座に進行をすることができる部分は無いとして放置されている。南漢山城で出土した遺物保管の問題も解決されておらず、韓国政府は世界遺産登録時に遺物3000点余りを保持する博物館を建設するとユネスコに約束したが守っていない。ユネスコ世界文化遺産登録当時の南漢山城の価値を世界的に認められたと祝ったが、文化遺産を管理して維持しなければならない責任は果たさしていないために登録から2年が経過した2016年の南漢山城の姿はみすぼらしいと報道された。

## 城の自然環境
南漢山城の全般的な地形は清凉山（497m）を中心に急傾斜になった花崗片麻岩の隆起準平原として主峰である清凉山（497.9m）を中心に北の連珠峰（467.6m）、東の望月峰（502m）と벌봉（515m）、南にいくつかの峰を連結して築いた城である。そして南漢山城の城壁外は急傾斜だが、城の中は傾斜が緩く、花崗片麻岩の隆起準平原で広い丘陵性盆地である。決して緩くない山自体の傾斜が城壁と結合して堅い自然防御線を成す関係で、攻撃する側の立場ではかなり遠く感じられる。それに四六時中水が絶えず、長期間の篭城に有利である。しかし盆地内には高山地帯である関係で河川は微弱で、山城川が唯一の河川でもって浸食谷を成している。そして山頂の急傾斜面に比べて北部山麓には傾斜が下部に行くにつれ緩い山麓緩斜面が発達している。
年平均気温は隣接地域とは高度差により約4度位低い気温差があり、年平均降水量は 1,300mm～1,400mmで、晴れの日の平均日数は約 204日で春と晩秋に多い。山間地域の季節の変化は平地より1～2週遅く春が来、早く冬が来る。

## 城の施設及び建築物

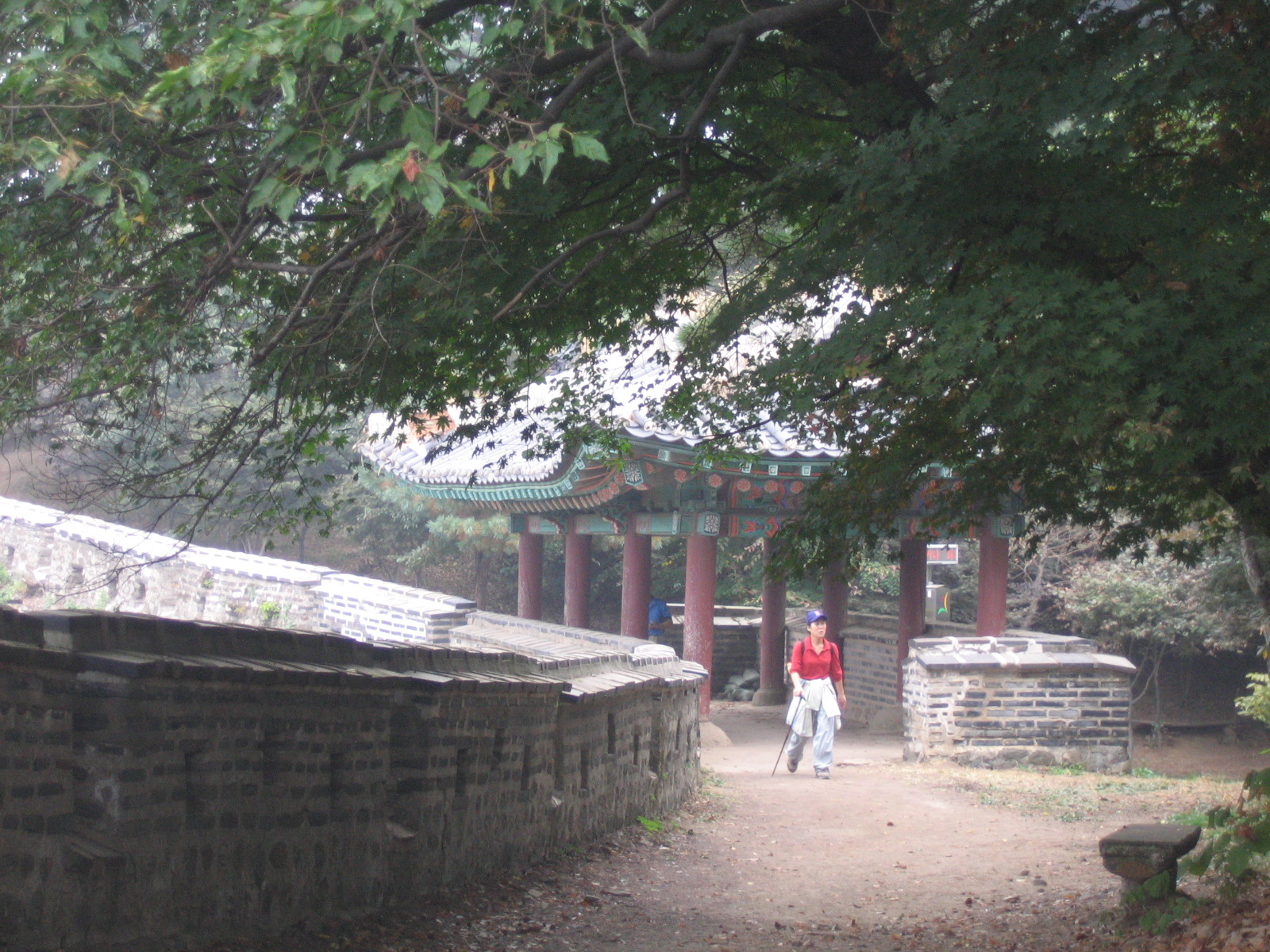
西門門楼

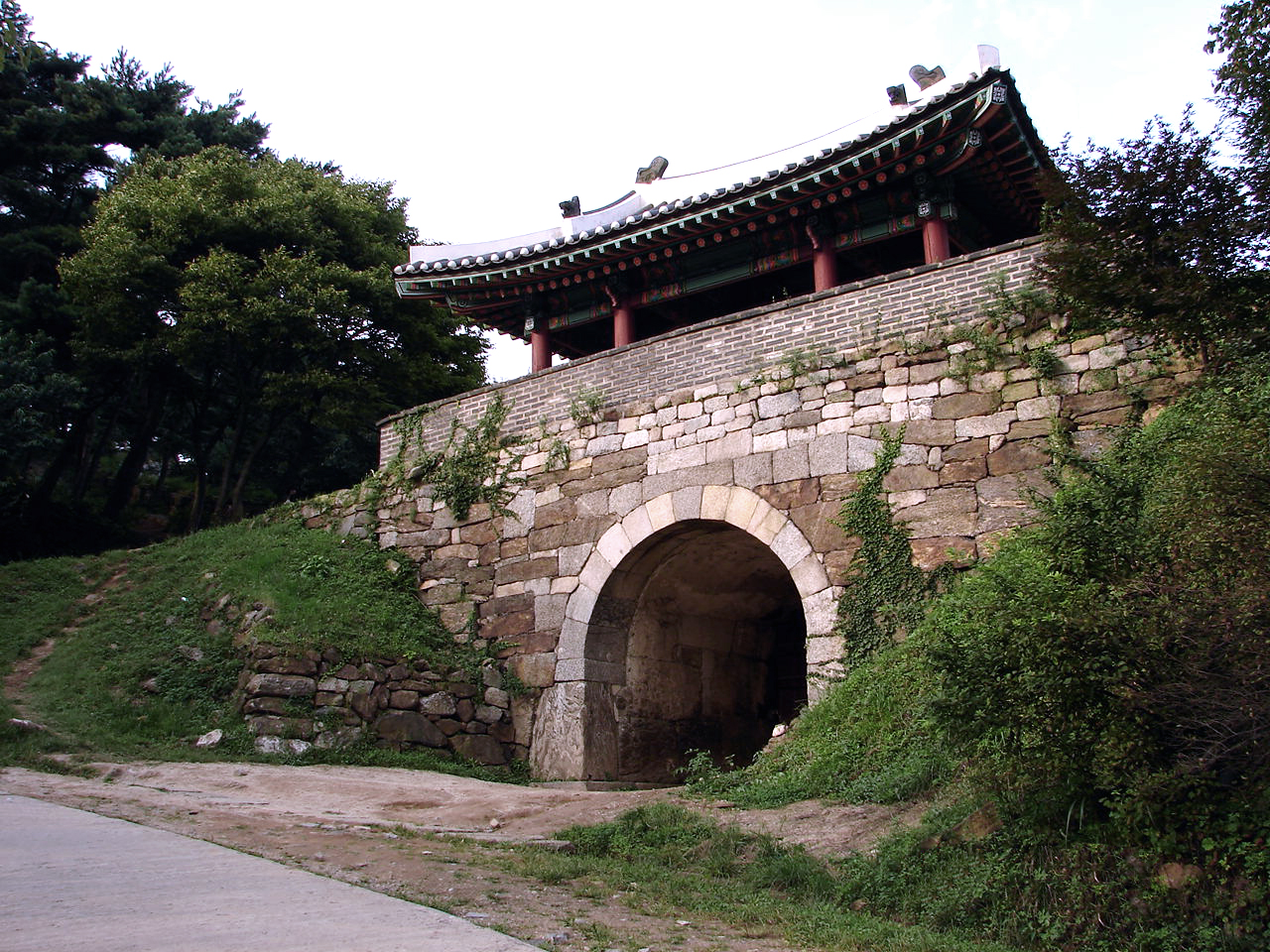
北門

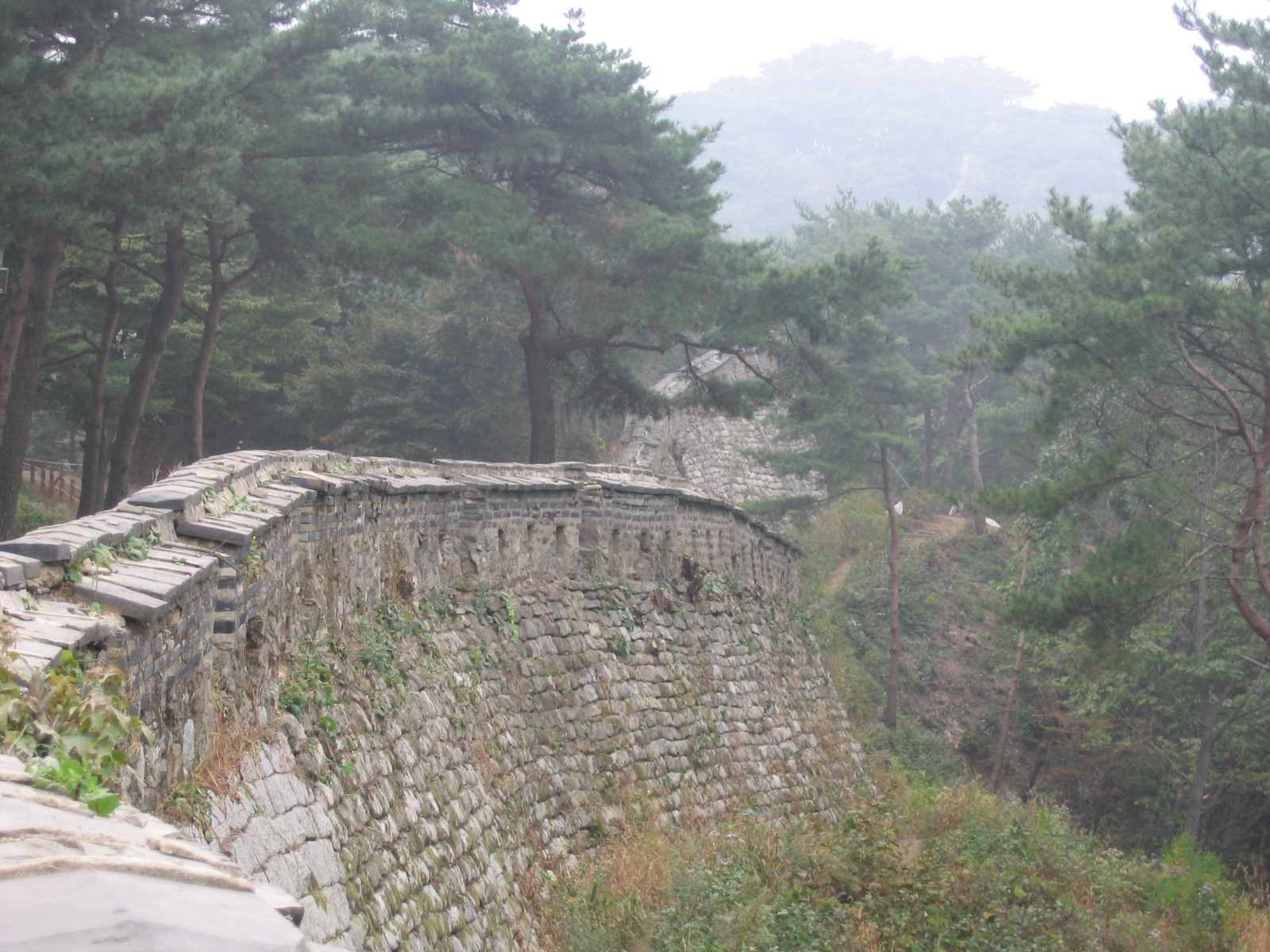
北門と西門間の城壁の一部

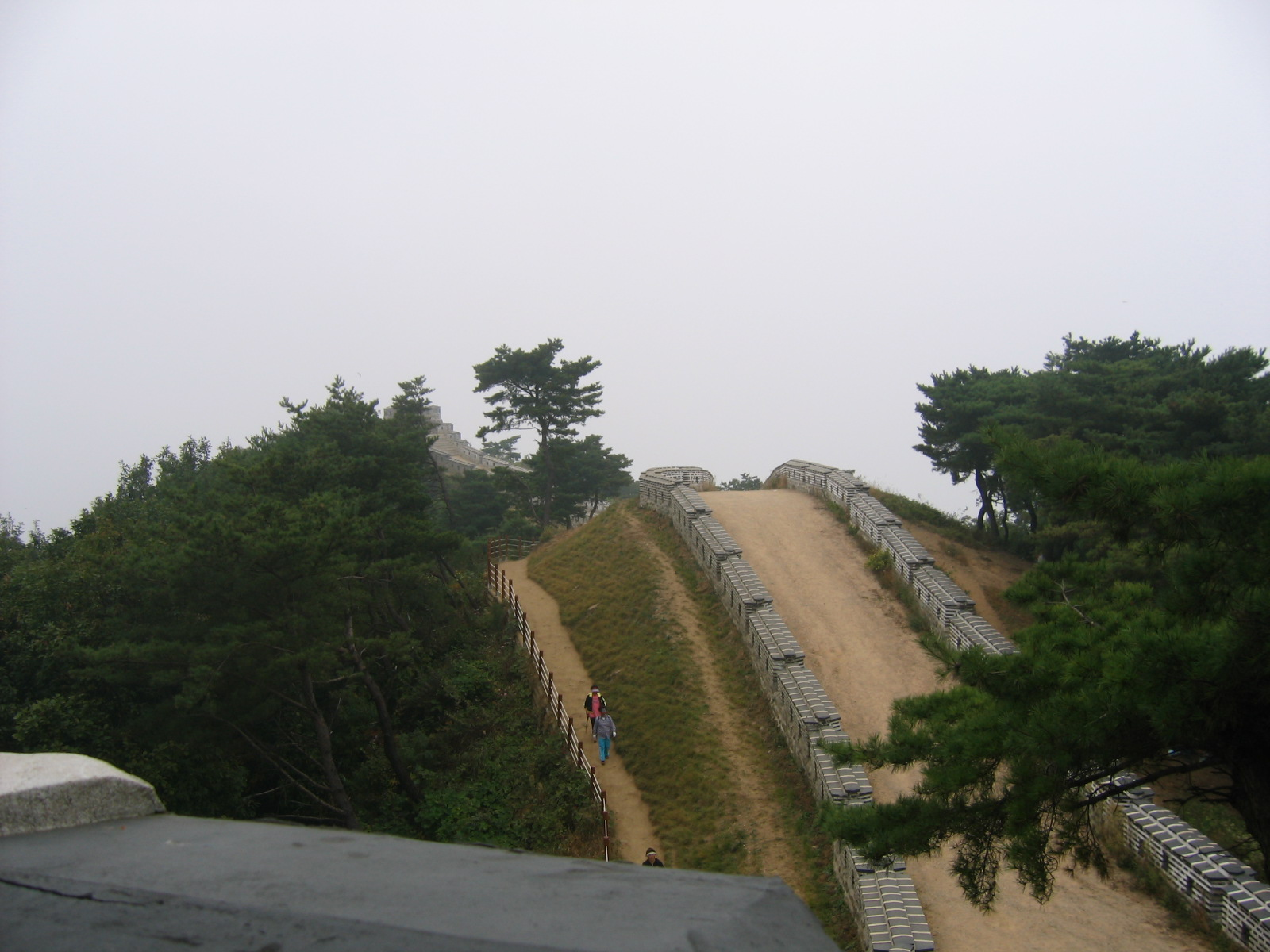
南漢山城の甕城

東門
一番使用頻度が多かった門で、城の南東に位置する。別名「左翼門」というが、全羅右水営の名前からわかるように王が南側を望み統治するので、この基準から見た際、東は左側に位置するからである。幅は3.1m、高さは4mで、虹（アーチ?）の基石上に9個の虹石（輪石?）を積んだアーチ式城門で、地面が城門より低く階段が設置されている。内側は横31cm、縦16cmの鉄鱗で補強している。復元された城門楼は正面が3間、側面が2間ある。
西門
山城北東にある門で別名「右翼門」という。クァンナルや松坡ナルに一番近いが、傾斜が急で当時物資を輸送した牛馬車などは、この門から出入りすることは大変だったろうと推測される。門の幅は1.46m、高さは 2.1mある。東門のようにアーチ式で、長方形アーチの基石上に5 枚の虹石（輪石?）を載せている。内側には2枚の木材板門を設置している。復元された門楼は正面3間、側面1間あり、屋根は八作屋根である。仁祖が王世子らとともに清に降伏しに行く際、この門を通ったと言う。
南門
南門は城の西南にある門。南門は正祖3年（1779年）に城郭を改善補修する際、改築して至和門と呼んだ。また南門は4大門中、唯一懸板が残っている。他の門のように門楼とアーチ門に分けられる。南門のアーチ門は高さ4.75m、幅 3.35m、長さ8.60mでアーチ基石上に虹石（輪石?）17個で構成されている。門楼は正面3間、側面3間で、東門より柱の高さは低いが建物の全体高さは少し高い。現在の門楼は1976年に復元したものである。丙子の役で仁祖が初めて南漢山城に入って来る時にもこの門から入城した。
北門
城郭北側海抜365m地点にあり、税穀を城内に輸送する際、この門から出入りしたといい、南門と同じ時期に新築された。この時名前を戦勝門と付けた。現在、門楼を復元中である。扁額はかかっていない。
城郭
城郭は基本的に元城と外城に区分されるが、元城は一つに繋がれた本城であり、外城として東側に蜂巖城と漢峰城、南側に新南城があり、東西2つの高台が構築されている。元城は1624年（仁祖2年）から1626年（同4年）の間に増改築、当時（ママ）築城されて周囲7,545mになる。 元城内部は約67万余坪と測量されている。現在元城は南側と北側一部が破損された状態である。
将台
よく「守禦将台」という名前が広く知られているが、本来将台は戦闘の際、指揮が容易な地点に設置した指揮所のことである。現代と違い、将軍が直接戦場を観察しながら指揮した当時において、将台（指揮所）は城内で一番高く指揮と観測が容易な所に設置した。普通韓国の城で将台は単層形態が主流だが、南漢山城は2層楼閣形態である。このような形態は近隣にある同じ世界遺産の華城でも確認される。南漢山城は広いので全部で5つの将台を設置したが、18世紀以前に皆崩壊した。18世紀後半に西将台、南将台の二台を2層楼閣形態で再建したが、現存するのは西将台だけである。「守禦将台」という名前はこの西将台を指すものである。
甕城
主城郭から外に長く伸びた小さな城郭のことをいう。城壁にくっついた敵軍を横から攻撃したり、南漢山城の場合、突き出た甕城で烽火台の役割も兼ねたものと推測される。

## 南漢山城の世界遺産に おける価値

### 登録基準
この世界遺産は世界遺産登録基準のうち、以下の条件を満たし、登録された（以下の基準は世界遺産センター公表の登録基準からの翻訳、引用である）。
- (2) ある期間を通じてまたはある文化圏において、建築、技術、記念碑的芸術、都市計画、景観デザインの発展に関し、人類の価値の重要な交流を示すもの。
- (4) 人類の歴史上重要な時代を例証する建築様式、建築物群、技術の集積または景観の優れた例。

ユネスコ世界文化遺産を評価するための顕著な普遍的価値（OUV: Outstanding Universal Value）をもとにした登録基準のうち、南漢山城は、世界文化遺産登録基準（2）と（4）を満たしている遺産である。
登録基準（2）: 南漢山城は、国際戦争による東アジアの武器発達と築城術が相互交流した顕著な証拠である。南漢山城は朝鮮の自主権と独立性を守るため、有事の際の一時的な首都として機能するように計画的に築造された唯一の山城都市である。
登録基準（4）: 南漢山城は、険しい地形を利用して城郭と防御施設が構築されており、7世紀から19世紀に至る築城術の時代別発達段階をよく示している。このような価値を中心とし、京畿道と京畿文化財団は南漢山城のユネスコ世界文化遺産登録を目指し、 様
々な事業及び研究調査を行い、その結果、2011年2月に文化財庁から韓国暫定リストの中からユネスコ世界遺産優先登録推進地に選出2013年1月に登録申請書を世界遺産センターに提出し、2014年6月カタールのドーハで開かれた第38回世界遺産委員会で、ユネスコの世界遺産に登録された。

## 南漢山城行宮 (史跡 第480号)
王がソウルの宮廷から都城の外に行幸する場合、一時的な居場所とするところを行宮という。南漢山城行宮は、戦争や内乱など有事の際に後方の援軍が到着するまで、宮廷の代わりに避難所として使用するために仁祖4年（1626年）に建立された。実際に仁祖14年（1636年）に丙子の役が勃発すると、仁祖は南漢山城に避難して47日間抗戦した。以降も粛宗、英祖、正祖、哲宗、高宗などが、驪州、利川などの御陵への行幸の際に用いた。南漢山城行宮は朝鮮時代の都城の宮廷の形式に従い、闕内官庁である外朝、政務空間の治朝、王の寝所の燕朝で、3つの空間である「三朝」の原理と、前方に王の執務室があり、後方に寝所を置く「前朝後寢」の配置形態を導入した。行宮への「前朝後寢」の原理を導入したことは、南漢山城行宮を始めとし、北漢山城行宮の建設にも影響を与えた。南漢山城行宮は、宗廟と社稷を置いている唯一の行宮で、一般的な行宮にとどまらず、有事の際に一時的な首都として重要な役割を果たしたところである。

## 観光情報

### 祭り
- 山城文化祭 : 毎年 10月開かれる祭り。大同グッ、崇烈殿祭享、風物ノリなどが開かれる。
- 崇烈殿祭享 : 百済の温祚王と築城責任者である李曙将軍にささげる祭享。旧暦9月5日に開かれる。
- 顕節祠祭享 : 三学士の呉達済、尹集、洪翼漢と金尚憲、鄭蘊にささげる祭享。
- 迎月祭 : 小正月の行事。
- 都堂グッ : 清涼堂で李晦将軍と夫人宋氏、妾尹氏を称えるクッの行事。日本統治時代と李承晩大統領時代に消えたが、1991年に復元された。

### 料金
料金制度が廃止され無料で入場できる。